# NGC 2520
NGC 2520 (również NGC 2527, OCL 685 lub ESO 430-SC15) – gromada otwarta znajdująca się w gwiazdozbiorze Rufy. Odkrył ją William Herschel 9 grudnia 1784 roku, jego odkrycie zostało skatalogowane jako NGC 2527. John Herschel obserwował ją 5 lutego 1837 roku, obserwacja ta otrzymała później oznaczenie NGC 2520. Gromada ta jest położona w odległości ok. 2 tys. lat świetlnych od Słońca.